# Дмитрівська сільська рада (Петропавлівський район)
| Дмитрівська сільська рада — орган місцевого самоврядування у Петропавлівському районі Дніпропетровської області з адміністративним центром у c. Дмитрівка. Сільській раді підпорядковані населені пункти: - c. Дмитрівка - с. Бажани - с. Відродження - с. Кардаші - с. Олефірівка - с. Чумаки |

## Склад ради
Рада складається з 30 депутатів та голови.
- Сільський голова: Руденко Іван Іванович
- Секретар сільської ради: Подереча Ірина Володимирівна

## Керівний склад сільської ради
| ПІБ                   | Основні відомості                                                         | Дата обрання | Дата звільнення |
| --------------------- | ------------------------------------------------------------------------- | ------------ | --------------- |
| Руденко Іван Іванович | Сільський голова, 1960 року народження, освіта, член народної партії      | 26.03.2006   | 31.10.2010      |
| Руденко Іван Іванович | Сільський голова, 1960 року народження, освіта вища, член Партії регіонів | 31.10.2010   |                 |

Примітка: таблиця складена за даними джерела